# 吴奚如
吴奚如（1906年10月12日—1985年2月27日），原名吴善珍，号席如，笔名奚如，湖北京山人。中国作家、政治人物。

## 生平
吴奚如生于一个破产小商人家庭。1921年考入京山中路高等小学校学习，读书期间学业成绩优秀，与聂绀弩、汪蔚如称为“才子三如”。1924年，他又考入武昌省立二中学习。1925年五卅运动后，仍在就读初中一年级的吴奚如中断学业，南下广东考入黄埔军校第四期学习。在此期间，吴奚如加入中国共产党，并担任黄埔军校特科大队中共党分支书记。1926年从黄埔军校毕业后，他进入叶挺独立团，参加北伐战争，先后担任政治处副主任和连党代表。四一二事变以后，吴奚如调到湖北地方工作，曾任讨蒋运动委员会常委、《讨蒋周刊》主编。1927年6月起，任国民革命军第二方面军总指挥部警卫团连长、团侦察参谋等职。
1928年6月，吴奚如任中共湖北省委常委、军委代书记。11月，调任中共河南省委军委委员兼秘书。不久后，他被捕入狱。1932年秋，在被关押四年后，吴奚如获释，随后来到上海。1933年，吴奚如加入中国左翼作家联盟，并担任左联大众化工作委员会主席，参与文艺大众化运动。期间，他在《文艺月刊》、《作家》、《文学季刊》、《小说月报》等刊物上发表了不少小说和杂文。1934年冬，他转入中共中央特科工作，负责中央特科和鲁迅之间的联系。1936年春，左联因应形势变化宣布解散，随即又发生了“两个口号”论争。吴奚如在论争中支持鲁迅“民族革命战争的大众文学”口号，并参与签署《中国文艺工作者宣言》。同年秋，吴奚如和聂绀弩离开上海去西北工作。1936年9月，经刘鼎举荐，吴奚如担任张学良的秘密政治组织“抗日同志会”的机关报《文化周报》主编，参与了西安事变的有关工作。1937年初，他回到延安，被任命为中国人民抗日军政大学政治教员。

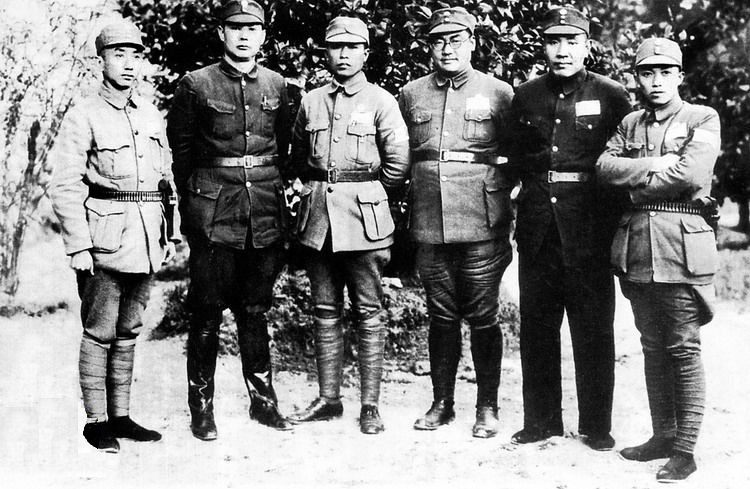
1939年4月10日，南岳游击干部培训班教官组的八路军教官合影。左起吴奚如、叶剑英、李振亚、李涛、边章五、薛子正。

1937年8月，中共中央宣传部决定组建八路军西北战地服务团，丁玲任服务团主任，吴奚如任副主任、支部书记，在山西前线开展战地服务工作。1937年12月，被调到中共中央长江局，担任周恩来的政治秘书。1938年3月，中华全国文艺界抗敌协会在汉口成立，吴奚如等出任候补理事。武汉撤退后，他被周恩来派到桂林，组建八路军驻桂林办事处，任办事处主任。1939年2月，随叶剑英到国民政府军事委员会南岳游击干部训练班任政治教官。1940年7月，吴奚如被叶挺从桂林带到新四军。吴奚如到新四军后，先后担任新四军第三支队政治部主任、江北游击纵队政治部主任。1941年1月新四军军部北撤前夕，吴奚如回到军部，担任第三纵队政治部主任，随即遭遇皖南事变。吴奚如在皖南事变中成功突围，最终顺利抵达重庆。1941年3月，吴奚如写就《对皖变我失败之主观原因报告》，分析了导致新四军皖南事变失败的主观原因，该电被周恩来全文转发给毛泽东和中共中央书记处。随后吴奚如返回延安，担任中央军委直属队政治部宣传科科长。
吴奚如回到延安后进入中共中央党校学习，同时参与发起成立中华全国文艺界抗敌协会延安分会，当选文协延安分协理事。1942年5月，吴奚如参与延安文艺座谈会。5月15日，吴奚如在座谈会第二次会议上发言，认为当前文学的立场应该是一切有利于抗日，中共党员不必要时刻将无产阶级立场和党的立场挂在门面，以有利于统一战线。此发言当即被朱德批评，随后引起轩然大波。因为王明“一切经过统一战线”论断的消极影响，以及曾有被捕历史，吴奚如立即被康生认定为特务和异己分子进行处理。1942年年底，毛泽东在西北局高干会议上发表讲话，在讲话中认可了康生对吴奚如的定性。吴奚如提出申诉无果，于是负气递交了退党书。此后一段时间，没有中共党籍的吴奚如在延安没有固定的工作。1946年春，吴奚如任山东省文协常委。次年，他前往东北，担任牡丹江市工会副会长。1948年，任松江省工会副主席。
1950年1月，吴奚如调任东北总工会生产部部长、办公室副主任。1952年9月，任鹤岗矿山工业学校校长。1954年1月，任鸡西煤矿工业学校校长。1956年3月，他回到湖北，担任华中师范学院政治教育系副主任。1957年，他调到中国作协湖北分会，成为一名专业作家。1963年，加入中国作家协会。文化大革命期间，吴奚如受到冲击，被迫退休。1979年，吴奚如当选湖北省政协委员，并以特约代表身份出席第四次文代会，会议期间曾就胡风问题提出不同意见。1980年，发表《我所认识的胡风》一文，率先对胡风进行实事求是的评价。1985年2月27日，吴奚如在武汉病故。吴奚如生前，老红军、老干部身份已经得以恢复，但因为曾经递交退党书的问题，而未能恢复党籍。吴奚如从20世纪50年代开始一直在为党籍问题申诉，他逝世后，经中央组织部部长乔石协调，湖北省委组织部在档案中发现吴奚如曾于1953年要求解决党籍问题。最终，湖北省委组织部决定恢复吴奚如的党籍，党龄从1953年计算。

## 作品
吴奚如一生创作颇丰，有短篇小说集《小巫集》、《叶伯》、《卑贱者的灵魂》、《阳明堡的战火》、《未了的旅程》，中篇小说《忏悔》，长篇小说《汾河上》等。生前曾出版《吴奚如小说集》。